# Val (Lalín)
Val (oficialmente Santo André de Val do Carrio) es una parroquia española del municipio de Lalín, perteneciente a la provincia de Pontevedra, en la comunidad autónoma de Galicia. En 2022, tenía empadronados 52 habitantes.